# 때까치지빠귀류
때까치지빠귀류(shrikethrushes)는 참새목 때까치지빠귀과 (Colluricinclidae)에 속하는 조류의 총칭이다. 유일속 때까치지빠귀속(Colluricincla)에 7종으로 이루어져 있다. 이전에는 때까치딱새과로 분류했다.

## 하위 종
- Colluricincla boweri
- Colluricincla harmonica
- Colluricincla megarhyncha
- Colluricincla sanghirensis
- Colluricincla tenebrosa
- Colluricincla umbrina
- Colluricincla woodwardi